# 4،1-بنزوكينون
4،1 بنزوكينون أو بارا-بنزوكينون أو بارا- بنزوكوينون مركب عضوي من أشهر المركبات الممثلة لعائلة الكينونات، له العديد من الأسماء مثل اثيلينامين كينون. وهو مركب أصفر زاهي متبلور ينصهر عند 115.7°س ويتسامى بسهولة ويتطاير في البخار، وله ضغط بخاري مرتفع حتى عند درجة حرارة الغرفة، ولبخاره رائحة نفاذة ويسبب العطس.

## التحضير
لاحظ الكيميائي الروسي ألكسندر فوسكريسينسكي [الإنجليزية] أثناء دراساته عن حمض الكينيك المستخلص من الكينا أن الأكسدة باستخدام أكسيد المنغنيز الرباعي في وسط من حمض الكبريتيك ينتج مادة صفراء لها رائحة واخزة، فأسماها حينها كينويل.
ثم غير الكيميائي الألماني فريدرش فولر تسميتها إلى كينون.

## الخواص
يذوب البارا بنزو كينون في الماء والكحول والإيثر وبعض المذيبات العضوية الأخرى.

## اقرأ أيضاً
- 2،1-بنزوكينون

## وصلات خارجية
http://environmentalchemistry.com/yogi/chemicals/cn/p-Benzoquinone.html